# 수염날다람쥐
수염날다람쥐(Petinomys genibarbis)는 다람쥐과에 속하는 설치류이다. 인도네시아와 말레이시아에서 발견된다.

## 특징
수염날다람쥐는 꼬리 길이 15.5~18.8cm를 제외한 몸길이가 16~18cm이고 콧수염을 갖고 있다. 등 쪽은 불그스레한 갈색을 띠는 반면에 배 쪽은 크림색을 띤다.

## 분포 및 서식지
수마트라섬과 자와섬, 말레이 반도, 보르네오섬 북부 지역의 열대 우림에서 서식한다.

## 생태
야행성 동물이다. 평야 지대 일차 우림 지역에서 주로 발견되지만 일부는 이차림에서도 서식한다.